# チッペワ郡 (ウィスコンシン州)
チッペワ郡（英: Chippewa County）は、アメリカ合衆国ウィスコンシン州の西部に位置する郡である。2010年国勢調査での人口は62,415人であり、2000年の55,195人から13.1%増加した。郡庁所在地はチッペワフォールズ市（人口13,661人）であり、同郡で人口最大の都市でもある。チッペワ郡は南のオークレア郡と共にオークレア大都市圏を構成している。また西のダン郡のみで構成されるメノモニー小都市圏含めると、オークレア・メノモニー広域都市圏となる。その人口は2011年時点で206,628人である。
チッペワ郡は1845年にクロウフォード郡から分離して設立された。

## 地理
アメリカ合衆国国勢調査局に拠れば、郡域全面積は1,041平方マイル (2,696.2 km2)であり、このうち陸地1,010平方マイル (2,625.9 km2)、水域は31平方マイル (80.3 km2)で水域率は2.97%である。

### 主要高規格道路
| - アメリカ国道12号線 - アメリカ国道53号線 - ウィスコンシン州道29号線 - ウィスコンシン州道40号線 | - ウィスコンシン州道64号線 - ウィスコンシン州道27号線 - ウィスコンシン州道124号線 - ウィスコンシン州道178号線 |

### 隣接する郡
- ラスク郡 - 北
- テイラー郡 - 東
- クラーク郡 - 南東
- オークレア郡 - 南
- ダン郡 - 西
- バロン郡 - 北西

## 人口動態

2000人口ピラミッド

以下は2000年国勢調査による人口統計データである。
| 基礎データ - 人口: 55,195人 - 世帯数: 21,356 世帯 - 家族数: 15,013 家族 - 人口密度: 21人/km2（55人/mi2） - 住居数: 22,821軒 - 住居密度: 9軒/km2（23軒/mi2） 人種別人口構成 - 白人: 97.85% - アフリカン・アメリカン: 0.16% - ネイティブ・アメリカン: 0.32% - アジア人: 0.89% - 太平洋諸島系: 0.01% - その他の人種: 0.17% - 混血: 0.60% - ヒスパニック・ラテン系: 0.52% 先祖による構成 - ドイツ系：44.1% - ノルウェー系：15.8% - アイルランド系：5.8% | 年齢別人口構成 - 18歳未満: 26.5% - 18-24歳: 7.7% - 25-44歳: 28.2% - 45-64歳: 23.1% - 65歳以上: 14.6% - 年齢の中央値: 38歳 - 性比（女性100人あたり男性の人口） - 総人口: 99.1 - 18歳以上: 96.0 世帯と家族（対世帯数） - 18歳未満の子供がいる: 33.7% - 結婚・同居している夫婦: 58.3% - 未婚・離婚・死別女性が世帯主: 8.0% - 非家族世帯: 29.7% - 単身世帯: 24.7% - 65歳以上の老人1人暮らし: 11.0% - 平均構成人数 - 世帯: 2.53人 - 家族: 3.03人 |

## 都市と町
| 都市                                                                                                   | 村                                                             | 町 | 町                                                                                                   | 町                                                                                             |
| --- | -------------------------------------------------------------- | --- | --- | ---------------------------------------------------------------------------------------------- |
| - ブルーマー - チッペワフォールズ* - 郡庁所在地 - コーネル - オークレア* （部分） - スタンリー（部分） | - ボイド - カドット - レイクハリー* - ニューオーバーン（部分） | - アンソン* - アーサー - オーバーン - バーチクリーク - ブルーマー町 - クリーブランド - コルバーン - クックスバレー | - デルマー - イーグルポイント* - エドソン - エステラ - ゴーツ - ハリー* - ハワード - ラファイエット* | - レイクホルコーム - ルビー - サンプソン - サイゲル - ティルデン* - ウィートン* - ウッドモーア |
| *オークレア・チッペワフォールズ都市圏に入ると考えられる町                                              |                                                                | | |                                                                                                |

### 未編入の町
| - アルバートビル - アンソン - アーノルド - ベイトマン - ブラウンビル | - コバン - コルバーン - クレセント - ドライウッド - イーグルポイント | - イーグルトン - エドソン - ホルコーム - ハワード - ヒューロン | - ジムフォールズ* - レイクウィソンタ* - メイプルヒル - オールドアルバートビル - パイングローブ | - ルビー - ティルデン |

## 経済

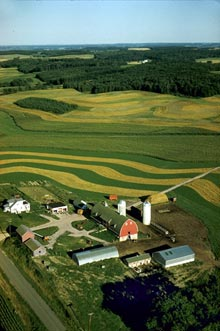
チッペワ郡の農園

チッペワ郡の雇用数による10傑は以下のとおりである。
| 1  | TTM アドバンストサーキッツ                 |
| 2  | チッペワフォールズ公共教育学区             |
| 3  | セントジョセフス病院                       |
| 4  | ウィスコンシン州矯正省                     |
| 5  | ウォルマート                               |
| 6  | メイソン・カンパニーズ                     |
| 7  | チッペワ郡                                 |
| 8  | メイヨー健康システム                       |
| 9  | シリコングラフィックス・インターナショナル |
| 10 | 共同教育サービス機関第10号                 |

## 歴史文献の収集
ウィスコンシン大学オークレア校特別公文書保管所はマッキンタイア図書館の5階にあり、チッペワ郡に関する広範な公式記録、書籍などを収集している。1907年に遡る出生や結婚の記録に加えて、帰化記録、国勢調査記録、地方裁判所と巡回裁判所の記録もある。これらの史料は地元系図学者に大変人気がある。
地元歴史資料の中には、地域への移民、製材、教会、墓地関する書籍、地元住民の回顧録、および地元歴史家による多くの歴史や伝記がある。
特別公文書保管所にはチッペワ郡に関する多くの公文書もある。製材、鉄道および農業に関わる多くの古文書がある。